# قاعدة 18 إلكترون
قاعدة 18 إلكترون (قاعدة الثمانية عشر إلكتروناً) هي قاعدة تقريبية مستخدمة في الكيمياء بشكل أساسي من أجل توقع وتصور صيغ كيميائية منطقية للمعقدات التناسقية للفلزات الانتقالية، وخاصة للمعقدات العضوية الفلزية منها.
تعتمد القاعدة على حقيقة أن مدارات التكافؤ في التوزيع الإلكتروني للفلزات الانتقالية تتألف من خمسة مدارات من النمط (n−1)d، ومدار واحد من النمط ns، وثلاثة مدارات من النمط np؛ حيث تعبر n عن عدد الكم الرئيسي؛ وبذلك فإن هناك تسعة مدارات متاحة وشاغرة، ويمكن لها أن تستوعب ثمانية عشر إلكتروناً، سواءً منها الرابط أو غير الرابط. يؤدي امتلاء تلك المدارات بالإلكترونات إلى تحقيق حالة من الاستقرار للمعقد، وذلك بشكل مناظر لما هو في قاعدة الثمانيات وتوزيع الغازات النبيلة. طرحت هذه القاعدة لأول مرة من الكيميائي إرفينغ لانغموير في سنة 1921.